# Faye Gulini
Faye Gulini (Salt Lake City, 24 de marzo de 1992) es una deportista estadounidense que compite en snowboard, especialista en la prueba de campo a través.
Ganó una medalla de bronce en el Campeonato Mundial de Snowboard de 2017, en el campo a través por equipos.
Participó en dos Juegos Olímpicos de Invierno, en la prueba de campo a través, ocupando el cuarto lugar en Sochi 2014 y el 12.º lugar en Vancouver 2010.

## Medallero internacional
| Campeonato Mundial | Campeonato Mundial     | Campeonato Mundial | Campeonato Mundial         |
| Año                | Lugar                  | Medalla            | Competición                |
| ------------------ | ---------------------- | ------------------ | -------------------------- |
| 2017               | Sierra Nevada (España) | Medalla de bronce  | Campo a través por equipos |